# Dekanat Bydgoszcz II
Dekanat Bydgoszcz II – jeden z dwudziestu jeden dekanatów w rzymskokatolickiej diecezji bydgoskiej.

## Parafie
W skład dekanatu wchodzi 6 parafii (kolejność według dat erygowania parafii):
| Lp | Miejscowość / parafia                                              | Rok erygowania | Patron                                 | Odpust parafialny                           | Uwagi | Zdjęcie |
| -- | ------------------------------------------------------------------ | -------------- | -------------------------------------- | ------------------------------------------- | --- | ------- |
| 1  | Bydgoszcz (Stare Miasto) św. Marcina i św. Mikołaja                | 1346           | św. Mikołaj z Miry, św. Marcin z Tours | 8 września, 11 listopada, 6 grudnia         | Parafia katedralna, Sanktuarium Matki Bożej Pięknej Miłości oraz Matki Bożej Szkaplerznej; przy gotyckiej katedrze (XV w., w rejestrze zabytków) znajduje się rezydencja biskupa bydgoskiego, instytucje diecezjalne (kuria, sąd biskupi, Seminarium Duchowne, Dom Polski, Prymasowski Instytut Kultury Chrześcijańskiej) do 2018 funkcjonował dom zakonny sióstr Marianek, od 2018 funkcjonuje dom zakonny sióstr Służebnic Prawdy Bożej); www |         |
| 2  | Bydgoszcz (Bocianowo, Śródmieście) Najświętszego Serca Pana Jezusa | 1924           | Najświętsze Serce Jezusa               | Uroczystość Najświętszego Serca Pana Jezusa | Kościół parafialny neobarokowy z 1913 roku (w rejestrze zabytków); www |         |
| 3  | Bydgoszcz (Skrzetusko, Bielawy, Leśne) św. Wincentego a'Paulo      | 1924           | św. Wincenty a Paulo                   | 27 września                                 | W parafii posługują misjonarze Zgromadzenia Misji; kościół parafialny (w rejestrze zabytków) ma formę Panteonu Rzymskiego i w 1997 został ustanowiony Bazyliką Mniejszą; w parafii znajdują się kaplice: w Szpitalu Uniwersyteckim nr 1 im. Antoniego Jurasza, Szpitalu MSWiA, Wojewódzkim Szpitalu Dziecięcym, do 2024 funkcjonował dom zakonny sióstr Szarytek; www                                                                           |         |
| 4  | Bydgoszcz (Śródmieście) Świętych Apostołów Piotra i Pawła          | 1946           | św. Piotr Apostoł, św. Paweł z Tarsu   | 29 czerwca                                  | W parafii od 1 sierpnia 2025 posługują misjonarze klaretyni; kościół parafialny poewangelicki z 1878 roku (w rejestrze zabytków); w parafii znajduje się również kościół rektorski Wniebowzięcia Najświętszej Maryi Panny (gotycki z XVII w., w rejestrze zabytków), dom zakonny oo. Kapucynów oraz kaplica Bożego Ciała przy klasztorze Klarysek od wieczystej Adoracji; www                                                                   |         |
| 5  | Bydgoszcz (Stare Miasto, Babia Wieś) św. Andrzeja Boboli           | 1967           | św. Andrzej Bobola                     | 16 maja                                     | W parafii posługują jezuici; kościół parafialny poewangelicki z 1903 roku (w rejestrze zabytków); na terenie parafii znajduje się kościół pobernardyński parafii wojskowej NMP Królowej Pokoju Ordynariatu Polowego Wojska Polskiego oraz kaplica w Wojewódzkim Szpitalu Obserwacyjno-Zakaźnym; www |         |
| 6  | Bydgoszcz (Zawisza, Myślęcinek) parafia Świętego Krzyża            | 1979           | Święty Krzyż                           | 14 września                                 | Kościół parafialny znajduje się w obrębie cmentarza Nowofarnego; w parafii znajduje się kaplica w Wojskowym Szpitalu Klinicznym; www |         |

Parafia wojskowa:
| Lp | Miejscowość / parafia                  | Rok erygowania | Patron                                  | Odpust parafialny | Uwagi | Zdjęcie |
| -- | -------------------------------------- | -------------- | --------------------------------------- | ----------------- | --- | ------- |
| 1  | Bydgoszcz wojskowa NMP Królowej Pokoju | 1993           | Najświętsza Maryja Panna Królowa Pokoju | 1 września        | Parafia należy do dekanatu Inspektoratu Wsparcia Sił Zbrojnych Ordynariatu Polowego Wojska Polskiego; kościół parafialny gotycki z XVI w. (w rejestrze zabytków) www |         |